# Gruppo della barite
Il gruppo della barite è un gruppo di minerali che cristallizzano tutti nel sistema ortorombico con formula generale A(XO4), dove:
- A può essere bario, stronzio o piombo
- X può essere zolfo oppure cromo[1]

## Minerali del gruppo della barite
- Anglesite
- Barite
- Celestina
- Hashemite